# Lignes routières Aléop en Maine-et-Loire
Liste des lignes d'autocars Aléop en Maine-et-Loire issues de l'ancien réseau Anjoubus.

## Lignes départementales du Maine-et-Loire[1]
- lignes armatures (numéros de 401 à 409)
- lignes locales (numéros de 410 à 429)
- lignes à vocation scolaires (numéros 430)
- lignes à la demande, déclenchées sur réservation (numéros 440)

### Lignes de 401 à 409
| Ligne | Caractéristiques | Caractéristiques                                                         | Caractéristiques                                                         | Caractéristiques                                                         | Caractéristiques                                                         | Caractéristiques                                                         | Caractéristiques                                                         | Caractéristiques                                                         | Caractéristiques                                                         |
| 401   | Angers Gare routière et SNCF ⥋ Châteaubriant Gare routière | Angers Gare routière et SNCF ⥋ Châteaubriant Gare routière               | Angers Gare routière et SNCF ⥋ Châteaubriant Gare routière               | Angers Gare routière et SNCF ⥋ Châteaubriant Gare routière               | Angers Gare routière et SNCF ⥋ Châteaubriant Gare routière               | Angers Gare routière et SNCF ⥋ Châteaubriant Gare routière               | Angers Gare routière et SNCF ⥋ Châteaubriant Gare routière               | Angers Gare routière et SNCF ⥋ Châteaubriant Gare routière               | Angers Gare routière et SNCF ⥋ Châteaubriant Gare routière               |
| ----- | --- | ------------------------------------------------------------------------ | ------------------------------------------------------------------------ | ------------------------------------------------------------------------ | ------------------------------------------------------------------------ | ------------------------------------------------------------------------ | ------------------------------------------------------------------------ | ------------------------------------------------------------------------ | ------------------------------------------------------------------------ |
| 401   | Ouverture / Fermeture — / — | Longueur —                                                               | Durée 45/115 min                                                         | Nb. d’arrêts 20                                                          | Matériel —                                                               | Jours de fonctionnement L, Ma, Me, J, V, S, D                            | Jour / Soir / Nuit / Fêtes O / N / N / O                                 | Voy. / an —                                                              | Dépôt —                                                                  |
| 401   | Desserte : - Villes et lieux desservis : Angers, Avrillé, Longuenée-en-Anjou (La Membrolle-sur-Longuenée, Pruillé), Grez-Neuville, Le Lion-d'Angers (Andigné), Segré-en-Anjou-Bleu (Segré, Noyant-la-Gravoyère), Ombrée-d'Anjou (Combrée, Pouancé), Soudan, Châteaubriant. - Stations du Tramway d'Angers et gares desservies : Gare d'Angers-Saint-Laud, Les Gares, Avrillé-Ardennes, Gare de Châteaubriant. |                                                                          |                                                                          |                                                                          |                                                                          |                                                                          |                                                                          |                                                                          |                                                                          |
| 401   | Autre : - Amplitudes horaires : La ligne circule du lundi au vendredi de 6h15 à 20h15, le samedi de 6h30 à 20h15 et le dimanche de 15h à 21h25. - Particularités : - A certains arrêts, la ligne peut être prolongée, sur réservation uniquement. - Certains services sont express : ils desservent seulement les principaux arrêts. - Un service spécial circulant uniquement le mercredi, permet la desserte du marché de Segré, sous le numéro de ligne 401M. - Un service spécial numéroté 401B circulant entre Le Lion-d'Angers et Château-Gontier-sur-Mayenne est en correspondance avec la ligne 401. - Date de dernière mise à jour : 28 février 2019. |                                                                          |                                                                          |                                                                          |                                                                          |                                                                          |                                                                          |                                                                          |                                                                          |
| 401   | Dernière actualisation : — |                                                                          |                                                                          |                                                                          |                                                                          |                                                                          |                                                                          |                                                                          |                                                                          |
| 402   | Angers Gare routière et SNCF ⥋ La Flèche Gare routière | Angers Gare routière et SNCF ⥋ La Flèche Gare routière                   | Angers Gare routière et SNCF ⥋ La Flèche Gare routière                   | Angers Gare routière et SNCF ⥋ La Flèche Gare routière                   | Angers Gare routière et SNCF ⥋ La Flèche Gare routière                   | Angers Gare routière et SNCF ⥋ La Flèche Gare routière                   | Angers Gare routière et SNCF ⥋ La Flèche Gare routière                   | Angers Gare routière et SNCF ⥋ La Flèche Gare routière                   | Angers Gare routière et SNCF ⥋ La Flèche Gare routière                   |
| 402   | Ouverture / Fermeture — / — | Longueur —                                                               | Durée 67/86 min                                                          | Nb. d’arrêts 28                                                          | Matériel —                                                               | Jours de fonctionnement L, Ma, Me, J, V, S                               | Jour / Soir / Nuit / Fêtes O / N / N / N                                 | Voy. / an —                                                              | Dépôt —                                                                  |
| 402   | Desserte : - Villes et lieux desservis : Angers, Verrières-en-Anjou (Saint-Sylvain-d'Anjou, Pellouailles-les-Vignes), Villevêque, Soucelles, Corzé, Seiches-sur-le-Loir, La Chapelle-Saint-Laud, Lézigné, Durtal, Bazouges-Cré-sur-Loir, La Flèche. - Stations du Tramway d'Angers et gares desservies : Gare d'Angers-Saint-Laud, Les Gares, Hôtel de ville. |                                                                          |                                                                          |                                                                          |                                                                          |                                                                          |                                                                          |                                                                          |                                                                          |
| 402   | Autre : - Amplitudes horaires : La ligne circule du lundi au vendredi de 6h15 à 19h40 et le samedi de 8h35 à 19h. - Particularités : La ligne est commune avec la ligne 402B jusqu'à Seiches-sur-le-Loir. - Date de dernière mise à jour : 28 février 2019. |                                                                          |                                                                          |                                                                          |                                                                          |                                                                          |                                                                          |                                                                          |                                                                          |
| 402   | Dernière actualisation : — |                                                                          |                                                                          |                                                                          |                                                                          |                                                                          |                                                                          |                                                                          |                                                                          |
| 402B  | Angers Gare routière et SNCF ⥋ Noyant-Villages Boulevard des Ecoles | Angers Gare routière et SNCF ⥋ Noyant-Villages Boulevard des Ecoles      | Angers Gare routière et SNCF ⥋ Noyant-Villages Boulevard des Ecoles      | Angers Gare routière et SNCF ⥋ Noyant-Villages Boulevard des Ecoles      | Angers Gare routière et SNCF ⥋ Noyant-Villages Boulevard des Ecoles      | Angers Gare routière et SNCF ⥋ Noyant-Villages Boulevard des Ecoles      | Angers Gare routière et SNCF ⥋ Noyant-Villages Boulevard des Ecoles      | Angers Gare routière et SNCF ⥋ Noyant-Villages Boulevard des Ecoles      | Angers Gare routière et SNCF ⥋ Noyant-Villages Boulevard des Ecoles      |
| 402B  | Ouverture / Fermeture — / — | Longueur —                                                               | Durée 68/88 min                                                          | Nb. d’arrêts 21                                                          | Matériel —                                                               | Jours de fonctionnement L, Ma, Me, J, V, S                               | Jour / Soir / Nuit / Fêtes O / N / N / N                                 | Voy. / an —                                                              | Dépôt —                                                                  |
| 402B  | Desserte : - Villes et lieux desservis : Angers, Verrières-en-Anjou (Parc des Expositions), Corzé, Seiches-sur-le-Loir, Marcé, Jarzé-Villages (Jarzé), Baugé-en-Anjou (Échemiré, Baugé), Noyant-Villages (Auverse, Noyant). - Stations du Tramway d'Angers et gares desservies : Gare d'Angers-Saint-Laud, Les Gares, Hôtel de Ville. |                                                                          |                                                                          |                                                                          |                                                                          |                                                                          |                                                                          |                                                                          |                                                                          |
| 402B  | Autre : - Amplitudes horaires : La ligne circule du lundi au vendredi de 6h15 à 19h45 et le samedi de 8h30 à 19h45. - Particularités : La ligne est commune avec la ligne 402 jusqu'à Seiches-sur-le-Loir. - Date de dernière mise à jour : 28 février 2019. |                                                                          |                                                                          |                                                                          |                                                                          |                                                                          |                                                                          |                                                                          |                                                                          |
| 402B  | Dernière actualisation : — |                                                                          |                                                                          |                                                                          |                                                                          |                                                                          |                                                                          |                                                                          |                                                                          |
| 403   | Angers Gare routière et SNCF ⥋ Beaufort-en-Anjou Beau-Séjour | Angers Gare routière et SNCF ⥋ Beaufort-en-Anjou Beau-Séjour             | Angers Gare routière et SNCF ⥋ Beaufort-en-Anjou Beau-Séjour             | Angers Gare routière et SNCF ⥋ Beaufort-en-Anjou Beau-Séjour             | Angers Gare routière et SNCF ⥋ Beaufort-en-Anjou Beau-Séjour             | Angers Gare routière et SNCF ⥋ Beaufort-en-Anjou Beau-Séjour             | Angers Gare routière et SNCF ⥋ Beaufort-en-Anjou Beau-Séjour             | Angers Gare routière et SNCF ⥋ Beaufort-en-Anjou Beau-Séjour             | Angers Gare routière et SNCF ⥋ Beaufort-en-Anjou Beau-Séjour             |
| 403   | Ouverture / Fermeture — / — | Longueur —                                                               | Durée 50/60 min                                                          | Nb. d’arrêts 32                                                          | Matériel —                                                               | Jours de fonctionnement L, Ma, Me, J, V, S                               | Jour / Soir / Nuit / Fêtes O / N / N / N                                 | Voy. / an —                                                              | Dépôt —                                                                  |
| 403   | Desserte : - Villes et lieux desservis : Angers, Saint-Barthélémy-d'Anjou, Trélazé, Loire-Authion (Brain-sur-l'Authion, Andard, Corné), Mazé-Milon (Mazé), Beaufort-en-Anjou. - Stations du Tramway d'Angers et gares desservies : Gare d'Angers-Saint-Laud, Les Gares, Hôtel de Ville. |                                                                          |                                                                          |                                                                          |                                                                          |                                                                          |                                                                          |                                                                          |                                                                          |
| 403   | Autre : - Amplitudes horaires : La ligne circule du lundi au samedi de 6h30 à 20h. - Date de dernière mise à jour : 28 février 2019. |                                                                          |                                                                          |                                                                          |                                                                          |                                                                          |                                                                          |                                                                          |                                                                          |
| 403   | Dernière actualisation : — |                                                                          |                                                                          |                                                                          |                                                                          |                                                                          |                                                                          |                                                                          |                                                                          |
| 404   | Angers Gare routière et SNCF ⥋ Saumur Pôle Balzac | Angers Gare routière et SNCF ⥋ Saumur Pôle Balzac                        | Angers Gare routière et SNCF ⥋ Saumur Pôle Balzac                        | Angers Gare routière et SNCF ⥋ Saumur Pôle Balzac                        | Angers Gare routière et SNCF ⥋ Saumur Pôle Balzac                        | Angers Gare routière et SNCF ⥋ Saumur Pôle Balzac                        | Angers Gare routière et SNCF ⥋ Saumur Pôle Balzac                        | Angers Gare routière et SNCF ⥋ Saumur Pôle Balzac                        | Angers Gare routière et SNCF ⥋ Saumur Pôle Balzac                        |
| 404   | Ouverture / Fermeture — / — | Longueur —                                                               | Durée 65/90 min                                                          | Nb. d’arrêts 32                                                          | Matériel —                                                               | Jours de fonctionnement L, Ma, Me, J, V, S                               | Jour / Soir / Nuit / Fêtes O / N / N / N                                 | Voy. / an —                                                              | Dépôt —                                                                  |
| 404   | Desserte : - Villes et lieux desservis : Angers, Les Ponts-de-Cé, Trélazé, Loire-Authion (La Daguenière, La Bohalle, Saint-Mathurin-sur-Loire), La Ménitré, Gennes-Val-de-Loire, Les Rosiers-sur-Loire, Saint-Clément-des-Levées, Saint-Martin-de-la-Place, Saumur (Saint-Lambert-des-Levées). - Stations du Tramway d'Angers et gares desservies : Gare d'Angers-Saint-Laud, Les Gares, Gare de Saumur. |                                                                          |                                                                          |                                                                          |                                                                          |                                                                          |                                                                          |                                                                          |                                                                          |
| 404   | Autre : - Amplitudes horaires : La ligne circule du lundi au vendredi de 6h30 à 19h30 et le samedi de 7h50 à 20h. - Date de dernière mise à jour : 28 février 2019. |                                                                          |                                                                          |                                                                          |                                                                          |                                                                          |                                                                          |                                                                          |                                                                          |
| 404   | Dernière actualisation : — |                                                                          |                                                                          |                                                                          |                                                                          |                                                                          |                                                                          |                                                                          |                                                                          |
| 405   | Angers Gare routière et SNCF ⥋ Montreuil-Bellay Boulevard de l'Ardillier | Angers Gare routière et SNCF ⥋ Montreuil-Bellay Boulevard de l'Ardillier | Angers Gare routière et SNCF ⥋ Montreuil-Bellay Boulevard de l'Ardillier | Angers Gare routière et SNCF ⥋ Montreuil-Bellay Boulevard de l'Ardillier | Angers Gare routière et SNCF ⥋ Montreuil-Bellay Boulevard de l'Ardillier | Angers Gare routière et SNCF ⥋ Montreuil-Bellay Boulevard de l'Ardillier | Angers Gare routière et SNCF ⥋ Montreuil-Bellay Boulevard de l'Ardillier | Angers Gare routière et SNCF ⥋ Montreuil-Bellay Boulevard de l'Ardillier | Angers Gare routière et SNCF ⥋ Montreuil-Bellay Boulevard de l'Ardillier |
| 405   | Ouverture / Fermeture — / — | Longueur —                                                               | Durée 47/100 min                                                         | Nb. d’arrêts 26                                                          | Matériel —                                                               | Jours de fonctionnement L, Ma, Me, J, V, S                               | Jour / Soir / Nuit / Fêtes O / N / N / N                                 | Voy. / an —                                                              | Dépôt —                                                                  |
| 405   | Desserte : - Villes et lieux desservis : Angers, Les Ponts-de-Cé, Saint-Melaine-sur-Aubance, Les Garennes sur Loire (Juigné-sur-Loire, Saint-Jean-des-Mauvrets), Brissac Loire Aubance (Brissac-Quincé, Les Alleuds, Saulge-l'Hopital), Tuffalun (Noyant-la-Plaine, Ambillou-Château), Louresse-Rochemenier, Doué-en-Anjou, Vaudelnay, Le Puy-Notre-Dame, Montreuil-Bellay. - Stations du Tramway d'Angers et gares desservies : Gare d'Angers-Saint-Laud, Les Gares. |                                                                          |                                                                          |                                                                          |                                                                          |                                                                          |                                                                          |                                                                          |                                                                          |
| 405   | Autre : - Amplitudes horaires : La ligne circule du lundi au vendredi de 5h50 à 20h15 et le samedi de 8h à 20h15. - Particularités : Certains services sont express : ils desservent seulement les principaux arrêts. - Date de dernière mise à jour : 28 février 2019. |                                                                          |                                                                          |                                                                          |                                                                          |                                                                          |                                                                          |                                                                          |                                                                          |
| 405   | Dernière actualisation : — |                                                                          |                                                                          |                                                                          |                                                                          |                                                                          |                                                                          |                                                                          |                                                                          |
| 406   | Cholet Richelieu ⥋ Saumur Gare SNCF/18 Avenue David d'Angers | Cholet Richelieu ⥋ Saumur Gare SNCF/18 Avenue David d'Angers             | Cholet Richelieu ⥋ Saumur Gare SNCF/18 Avenue David d'Angers             | Cholet Richelieu ⥋ Saumur Gare SNCF/18 Avenue David d'Angers             | Cholet Richelieu ⥋ Saumur Gare SNCF/18 Avenue David d'Angers             | Cholet Richelieu ⥋ Saumur Gare SNCF/18 Avenue David d'Angers             | Cholet Richelieu ⥋ Saumur Gare SNCF/18 Avenue David d'Angers             | Cholet Richelieu ⥋ Saumur Gare SNCF/18 Avenue David d'Angers             | Cholet Richelieu ⥋ Saumur Gare SNCF/18 Avenue David d'Angers             |
| 406   | Ouverture / Fermeture — / — | Longueur —                                                               | Durée 102/137 min                                                        | Nb. d’arrêts 30                                                          | Matériel —                                                               | Jours de fonctionnement L, Ma, Me, J, V, S                               | Jour / Soir / Nuit / Fêtes O / N / N / N                                 | Voy. / an —                                                              | Dépôt —                                                                  |
| 406   | Desserte : - Villes et lieux desservis : Cholet, Nuaillé, Vezins, Coron, Lys-Haut-Layon (Vihiers, Trémont), Doué-en-Anjou (Saint-Georges-sur-Layon, Concourson-sur-Layon, Doué-la-Fontaine, Soulanger, Montfort, Cizay-la-Madeleine, Les Ulmes, Distré, Saumur (Bagneux). - Gare desservie : Gare de Saumur, Gare de Cholet. |                                                                          |                                                                          |                                                                          |                                                                          |                                                                          |                                                                          |                                                                          |                                                                          |
| 406   | Autre : - Amplitudes horaires : La ligne circule du lundi au vendredi de 5h50 à 20h15 et le samedi de 7h30 à 20h15. - Particularités : Certains services ne fonctionnent que sur réservation. - Date de dernière mise à jour : 28 février 2019. |                                                                          |                                                                          |                                                                          |                                                                          |                                                                          |                                                                          |                                                                          |                                                                          |
| 406   | Dernière actualisation : — |                                                                          |                                                                          |                                                                          |                                                                          |                                                                          |                                                                          |                                                                          |                                                                          |
| 407   | Angers Gare routière et SNCF ⥋ Cholet Les Halles | Angers Gare routière et SNCF ⥋ Cholet Les Halles                         | Angers Gare routière et SNCF ⥋ Cholet Les Halles                         | Angers Gare routière et SNCF ⥋ Cholet Les Halles                         | Angers Gare routière et SNCF ⥋ Cholet Les Halles                         | Angers Gare routière et SNCF ⥋ Cholet Les Halles                         | Angers Gare routière et SNCF ⥋ Cholet Les Halles                         | Angers Gare routière et SNCF ⥋ Cholet Les Halles                         | Angers Gare routière et SNCF ⥋ Cholet Les Halles                         |
| 407   | Ouverture / Fermeture — / — | Longueur —                                                               | Durée 50/116 min                                                         | Nb. d’arrêts 28                                                          | Matériel —                                                               | Jours de fonctionnement L, Ma, Me, J, V, S                               | Jour / Soir / Nuit / Fêtes O / N / N / N                                 | Voy. / an —                                                              | Dépôt —                                                                  |
| 407   | Desserte : - Villes et lieux desservis : Angers, Les Ponts-de-Cé, Mozé-sur-Louet, Beaulieu-sur-Layon, Val-du-Layon (Saint-Lambert-du-Lattay), Chemillé-en-Anjou (Chanzeaux, La Jumellière, Chemillé, Saint-Georges-des-Gardes), Trémentines, Nuaillé, Cholet. - Stations du Tramway d'Angers et gares desservies : Gare d'Angers-Saint-Laud, Les Gares, Gare de Cholet. |                                                                          |                                                                          |                                                                          |                                                                          |                                                                          |                                                                          |                                                                          |                                                                          |
| 407   | Autre : - Amplitudes horaires : La ligne circule du lundi au vendredi de 6h10 à 19h40 et le samedi de 7h40 à 19h40. - Date de dernière mise à jour : 28 février 2019. |                                                                          |                                                                          |                                                                          |                                                                          |                                                                          |                                                                          |                                                                          |                                                                          |
| 407   | Dernière actualisation : — |                                                                          |                                                                          |                                                                          |                                                                          |                                                                          |                                                                          |                                                                          |                                                                          |
| 408   | Cholet Les Halles ⥋ Ancenis ZI Bd Pierre et Marie Curie - Hôpital | Cholet Les Halles ⥋ Ancenis ZI Bd Pierre et Marie Curie - Hôpital        | Cholet Les Halles ⥋ Ancenis ZI Bd Pierre et Marie Curie - Hôpital        | Cholet Les Halles ⥋ Ancenis ZI Bd Pierre et Marie Curie - Hôpital        | Cholet Les Halles ⥋ Ancenis ZI Bd Pierre et Marie Curie - Hôpital        | Cholet Les Halles ⥋ Ancenis ZI Bd Pierre et Marie Curie - Hôpital        | Cholet Les Halles ⥋ Ancenis ZI Bd Pierre et Marie Curie - Hôpital        | Cholet Les Halles ⥋ Ancenis ZI Bd Pierre et Marie Curie - Hôpital        | Cholet Les Halles ⥋ Ancenis ZI Bd Pierre et Marie Curie - Hôpital        |
| 408   | Ouverture / Fermeture — / — | Longueur —                                                               | Durée 37/92 min                                                          | Nb. d’arrêts 16                                                          | Matériel —                                                               | Jours de fonctionnement L, Ma, Me, J, V, S                               | Jour / Soir / Nuit / Fêtes O / N / N / N                                 | Voy. / an —                                                              | Dépôt —                                                                  |
| 408   | Desserte : - Villes et lieux desservis : Cholet, Beaupréau-en-Mauges, Montrevault-sur-Èvre, Orée-d'Anjou, Ancenis. - Gare desservie : Gare d'Ancenis, Gare de Cholet. |                                                                          |                                                                          |                                                                          |                                                                          |                                                                          |                                                                          |                                                                          |                                                                          |
| 408   | Autre : - Amplitudes horaires : La ligne circule du lundi au vendredi de 6h20 à 19h50 et le samedi de 12h35 à 19h50. - Particularités : la ligne 8B du réseau Mooj circule entre Montrevault-sur-Èvre et Saint-Florent-le-Vieil afin d'établir une connexion avec la ligne 408. La ligne 8B ne circule que sur deux arrêts uniques, dont un en connexion avec la ligne 408 à Montrevault, au rythme d'un aller-retour quotidien. - Date de dernière mise à jour : 28 février 2019. |                                                                          |                                                                          |                                                                          |                                                                          |                                                                          |                                                                          |                                                                          |                                                                          |
| 408   | Dernière actualisation : — |                                                                          |                                                                          |                                                                          |                                                                          |                                                                          |                                                                          |                                                                          |                                                                          |
| 409   | Angers Gare routière et SNCF ⥋ Candé Place de l'église | Angers Gare routière et SNCF ⥋ Candé Place de l'église                   | Angers Gare routière et SNCF ⥋ Candé Place de l'église                   | Angers Gare routière et SNCF ⥋ Candé Place de l'église                   | Angers Gare routière et SNCF ⥋ Candé Place de l'église                   | Angers Gare routière et SNCF ⥋ Candé Place de l'église                   | Angers Gare routière et SNCF ⥋ Candé Place de l'église                   | Angers Gare routière et SNCF ⥋ Candé Place de l'église                   | Angers Gare routière et SNCF ⥋ Candé Place de l'église                   |
| 409   | Ouverture / Fermeture — / — | Longueur —                                                               | Durée 55/60 min                                                          | Nb. d’arrêts 11                                                          | Matériel —                                                               | Jours de fonctionnement L, Ma, Me, J, V, S                               | Jour / Soir / Nuit / Fêtes O / N / N / N                                 | Voy. / an —                                                              | Dépôt —                                                                  |
| 409   | Desserte : - Villes et lieux desservis : Angers, Bécon-les-Granits, Val d'Erdre-Auxence Candé. - Stations du Tramway d'Angers et gares desservies : Gare d'Angers-Saint-Laud, Les Gares. |                                                                          |                                                                          |                                                                          |                                                                          |                                                                          |                                                                          |                                                                          |                                                                          |
| 409   | Autre : - Amplitudes horaires : La ligne circule du lundi au vendredi de 6h30 à 19h20 et le samedi de 7h à 19h20. - Date de dernière mise à jour : 28 février 2019. |                                                                          |                                                                          |                                                                          |                                                                          |                                                                          |                                                                          |                                                                          |                                                                          |
| 409   | Dernière actualisation : — |                                                                          |                                                                          |                                                                          |                                                                          |                                                                          |                                                                          |                                                                          |                                                                          |

### Lignes de 410 à 419
| Ligne | Caractéristiques | Caractéristiques | Caractéristiques | Caractéristiques | Caractéristiques | Caractéristiques | Caractéristiques | Caractéristiques | Caractéristiques |
| 410   | Angers Gare routière et SNCF ⥋ Mauges-sur-Loire Eglise (La Pommeraye) | Angers Gare routière et SNCF ⥋ Mauges-sur-Loire Eglise (La Pommeraye)                                                   | Angers Gare routière et SNCF ⥋ Mauges-sur-Loire Eglise (La Pommeraye)                                                   | Angers Gare routière et SNCF ⥋ Mauges-sur-Loire Eglise (La Pommeraye)                                                   | Angers Gare routière et SNCF ⥋ Mauges-sur-Loire Eglise (La Pommeraye)                                                   | Angers Gare routière et SNCF ⥋ Mauges-sur-Loire Eglise (La Pommeraye)                                                   | Angers Gare routière et SNCF ⥋ Mauges-sur-Loire Eglise (La Pommeraye)                                                   | Angers Gare routière et SNCF ⥋ Mauges-sur-Loire Eglise (La Pommeraye)                                                   | Angers Gare routière et SNCF ⥋ Mauges-sur-Loire Eglise (La Pommeraye)                                                   |
| ----- | --- | --- | --- | --- | --- | --- | --- | --- | --- |
| 410   | Ouverture / Fermeture — / — | Longueur — | Durée 40/50 min | Nb. d’arrêts 9 | Matériel — | Jours de fonctionnement L, Ma, Me, J, V, S                                                                              | Jour / Soir / Nuit / Fêtes O / N / N / N                                                                                | Voy. / an — | Dépôt — |
| 410   | Desserte : - Villes et lieux desservis : Angers, Saint-Georges-sur-Loire, Saint-Germain-des-Prés, Mauges-sur-Loire. - Station du Tramway d'Angers et gare desservie : Gare d'Angers-Saint-Laud, Les Gares.                                                                                               | | | | | | | | |
| 410   | Autre : - Amplitudes horaires : La ligne circule du lundi au vendredi de 6h45 à 19h10 et le samedi de 8h45 à 19h10. - Particularités : Certains services sont express : ils desservent seulement les principaux arrêts. - Date de dernière mise à jour : 28 février 2019.                                | | | | | | | | |
| 410   | Dernière actualisation : — | | | | | | | | |
| 411   | Angers Gare routière et SNCF ⥋ Châteauneuf-sur-Sarthe Place R. Lefort ↔ Miré Place Haut Anjou | Angers Gare routière et SNCF ⥋ Châteauneuf-sur-Sarthe Place R. Lefort ↔ Miré Place Haut Anjou                           | Angers Gare routière et SNCF ⥋ Châteauneuf-sur-Sarthe Place R. Lefort ↔ Miré Place Haut Anjou                           | Angers Gare routière et SNCF ⥋ Châteauneuf-sur-Sarthe Place R. Lefort ↔ Miré Place Haut Anjou                           | Angers Gare routière et SNCF ⥋ Châteauneuf-sur-Sarthe Place R. Lefort ↔ Miré Place Haut Anjou                           | Angers Gare routière et SNCF ⥋ Châteauneuf-sur-Sarthe Place R. Lefort ↔ Miré Place Haut Anjou                           | Angers Gare routière et SNCF ⥋ Châteauneuf-sur-Sarthe Place R. Lefort ↔ Miré Place Haut Anjou                           | Angers Gare routière et SNCF ⥋ Châteauneuf-sur-Sarthe Place R. Lefort ↔ Miré Place Haut Anjou                           | Angers Gare routière et SNCF ⥋ Châteauneuf-sur-Sarthe Place R. Lefort ↔ Miré Place Haut Anjou                           |
| 411   | Ouverture / Fermeture — / — | Longueur — | Durée 55/75 min | Nb. d’arrêts 25 | Matériel — | Jours de fonctionnement L, Ma, Me, J, V, S                                                                              | Jour / Soir / Nuit / Fêtes O / N / N / N                                                                                | Voy. / an — | Dépôt — |
| 411   | Desserte : - Villes et lieux desservis : Angers, Cantenay-Epinard, Feneu, Les Hauts d'Anjou (Champigné, Châteauneuf-sur-Sarthe, Contigné), Miré. - Station du Tramway d'Angers et gare desservie : Gare d'Angers-Saint-Laud, Les Gares.                                                                  | | | | | | | | |
| 411   | Autre : - Amplitudes horaires : La ligne circule du lundi au vendredi de 6h45 à 19h10 et le samedi de 8h45 à 19h10. - Particularités : La desserte de certains arrêts de Les Hauts-d'Anjou ainsi que de Miré ne se fait que sur réservation. - Date de dernière mise à jour : 28 février 2019.           | | | | | | | | |
| 411   | Dernière actualisation : — | | | | | | | | |
| 412   | Angers Hôtel de Ville ⥋ Juvardeil Place des Amandiers | Angers Hôtel de Ville ⥋ Juvardeil Place des Amandiers                                                                   | Angers Hôtel de Ville ⥋ Juvardeil Place des Amandiers                                                                   | Angers Hôtel de Ville ⥋ Juvardeil Place des Amandiers                                                                   | Angers Hôtel de Ville ⥋ Juvardeil Place des Amandiers                                                                   | Angers Hôtel de Ville ⥋ Juvardeil Place des Amandiers                                                                   | Angers Hôtel de Ville ⥋ Juvardeil Place des Amandiers                                                                   | Angers Hôtel de Ville ⥋ Juvardeil Place des Amandiers                                                                   | Angers Hôtel de Ville ⥋ Juvardeil Place des Amandiers                                                                   |
| 412   | Ouverture / Fermeture — / — | Longueur — | Durée 55 min | Nb. d’arrêts 18 | Matériel — | Jours de fonctionnement L, Ma, Me, J, V, S                                                                              | Jour / Soir / Nuit / Fêtes O / N / N / N                                                                                | Voy. / an — | Dépôt — |
| 412   | Desserte : - Villes et lieux desservis : Angers, Verrières-en-Anjou, Rives-du-Loir-en-Anjou, Briollay, Tiercé, Cheffes, Juvardeil. - Stations du Tramway d'Angers : Hôtel de Ville. | | | | | | | | |
| 412   | Autre : - Amplitudes horaires : La ligne circule du lundi au vendredi de 6h30 à 19h30 et le samedi de 8h55 à 19h30. - Date de dernière mise à jour : 28 février 2019. | | | | | | | | |
| 412   | Dernière actualisation : — | | | | | | | | |
| 414   | Angers Hôtel de Ville ⥋ Les Bois-d'Anjou Parking du Cimetière (Fontaine-Guérin) | Angers Hôtel de Ville ⥋ Les Bois-d'Anjou Parking du Cimetière (Fontaine-Guérin)                                         | Angers Hôtel de Ville ⥋ Les Bois-d'Anjou Parking du Cimetière (Fontaine-Guérin)                                         | Angers Hôtel de Ville ⥋ Les Bois-d'Anjou Parking du Cimetière (Fontaine-Guérin)                                         | Angers Hôtel de Ville ⥋ Les Bois-d'Anjou Parking du Cimetière (Fontaine-Guérin)                                         | Angers Hôtel de Ville ⥋ Les Bois-d'Anjou Parking du Cimetière (Fontaine-Guérin)                                         | Angers Hôtel de Ville ⥋ Les Bois-d'Anjou Parking du Cimetière (Fontaine-Guérin)                                         | Angers Hôtel de Ville ⥋ Les Bois-d'Anjou Parking du Cimetière (Fontaine-Guérin)                                         | Angers Hôtel de Ville ⥋ Les Bois-d'Anjou Parking du Cimetière (Fontaine-Guérin)                                         |
| 414   | Ouverture / Fermeture — / — | Longueur — | Durée 80 min | Nb. d’arrêts 34 | Matériel — | Jours de fonctionnement L, Ma, Me, J, V, S                                                                              | Jour / Soir / Nuit / Fêtes O / N / N / N                                                                                | Voy. / an — | Dépôt — |
| 414   | Desserte : - Villes et lieux desservis : Angers, Le Plessis-Grammoire, Sarrigné, Loire-Authion, Cornillé-les-Caves, Mazé-Milon, Jarzé-Villages, Sermaise, Les Bois-d'Anjou. - Stations du Tramway d'Angers : Hôtel de Ville.                                                                             | | | | | | | | |
| 414   | Autre : - Amplitudes horaires : La ligne circule du lundi au vendredi de 6h15 à 19h50 et le samedi de 13h35 à 19h50. - Particularités : La desserte de la branche entre Loire-Authion et Les Bois-d'Anjou ne s'effectue que sur réservation le samedi. - Date de dernière mise à jour : 28 février 2019. | | | | | | | | |
| 414   | Dernière actualisation : — | | | | | | | | |
| 415   | Saumur Pôle Balzac ⥋ Beaufort-en-Anjou Place de la République | Saumur Pôle Balzac ⥋ Beaufort-en-Anjou Place de la République                                                           | Saumur Pôle Balzac ⥋ Beaufort-en-Anjou Place de la République                                                           | Saumur Pôle Balzac ⥋ Beaufort-en-Anjou Place de la République                                                           | Saumur Pôle Balzac ⥋ Beaufort-en-Anjou Place de la République                                                           | Saumur Pôle Balzac ⥋ Beaufort-en-Anjou Place de la République                                                           | Saumur Pôle Balzac ⥋ Beaufort-en-Anjou Place de la République                                                           | Saumur Pôle Balzac ⥋ Beaufort-en-Anjou Place de la République                                                           | Saumur Pôle Balzac ⥋ Beaufort-en-Anjou Place de la République                                                           |
| 415   | Ouverture / Fermeture — / — | Longueur — | Durée 45 min | Nb. d’arrêts 16 | Matériel — | Jours de fonctionnement L, Ma, Me, J, V, S                                                                              | Jour / Soir / Nuit / Fêtes O / N / N / N                                                                                | Voy. / an — | Dépôt — |
| 415   | Desserte : - Villes et lieux desservis : Saumur, Vivy, Longué-Jumelles, Les Bois-d'Anjou, Beaufort-en-Anjou. | | | | | | | | |
| 415   | Autre : - Amplitudes horaires : La ligne circule du lundi au vendredi de 6h20 à 19h45 et le samedi de 8h05 à 19h45. - Date de dernière mise à jour : 28 février 2019. | | | | | | | | |
| 415   | Dernière actualisation : — | | | | | | | | |
| 416   | Saumur Pôle Balzac ⥋ Noyant-Villages Boulevard des écoles | Saumur Pôle Balzac ⥋ Noyant-Villages Boulevard des écoles                                                               | Saumur Pôle Balzac ⥋ Noyant-Villages Boulevard des écoles                                                               | Saumur Pôle Balzac ⥋ Noyant-Villages Boulevard des écoles                                                               | Saumur Pôle Balzac ⥋ Noyant-Villages Boulevard des écoles                                                               | Saumur Pôle Balzac ⥋ Noyant-Villages Boulevard des écoles                                                               | Saumur Pôle Balzac ⥋ Noyant-Villages Boulevard des écoles                                                               | Saumur Pôle Balzac ⥋ Noyant-Villages Boulevard des écoles                                                               | Saumur Pôle Balzac ⥋ Noyant-Villages Boulevard des écoles                                                               |
| 416   | Ouverture / Fermeture — / — | Longueur — | Durée 75 min | Nb. d’arrêts 18 | Matériel — | Jours de fonctionnement L, Ma, Me, J, V, S                                                                              | Jour / Soir / Nuit / Fêtes O / N / N / N                                                                                | Voy. / an — | Dépôt — |
| 416   | Desserte : - Villes et lieux desservis : Saumur, Neuillé, Blou, Vernantes, Vernoil-le-Fourrier, Courléon, Noyant-Villages. - Gare desservie : Gare de Saumur. | | | | | | | | |
| 416   | Autre : - Amplitudes horaires : La ligne circule du lundi au samedi de 12h45 à 19h. - Date de dernière mise à jour : 28 février 2019. | | | | | | | | |
| 416   | Dernière actualisation : — | | | | | | | | |
| 417   | Angers Gare routière et SNCF ⥋ Brissac Loire Aubance Route d'Angers ↔ Saumur Pôle Balzac | Angers Gare routière et SNCF ⥋ Brissac Loire Aubance Route d'Angers ↔ Saumur Pôle Balzac                                | Angers Gare routière et SNCF ⥋ Brissac Loire Aubance Route d'Angers ↔ Saumur Pôle Balzac                                | Angers Gare routière et SNCF ⥋ Brissac Loire Aubance Route d'Angers ↔ Saumur Pôle Balzac                                | Angers Gare routière et SNCF ⥋ Brissac Loire Aubance Route d'Angers ↔ Saumur Pôle Balzac                                | Angers Gare routière et SNCF ⥋ Brissac Loire Aubance Route d'Angers ↔ Saumur Pôle Balzac                                | Angers Gare routière et SNCF ⥋ Brissac Loire Aubance Route d'Angers ↔ Saumur Pôle Balzac                                | Angers Gare routière et SNCF ⥋ Brissac Loire Aubance Route d'Angers ↔ Saumur Pôle Balzac                                | Angers Gare routière et SNCF ⥋ Brissac Loire Aubance Route d'Angers ↔ Saumur Pôle Balzac                                |
| 417   | Ouverture / Fermeture — / — | Longueur — | Durée 43/86 min | Nb. d’arrêts 37 | Matériel — | Jours de fonctionnement L, Ma, Me, J, V, S                                                                              | Jour / Soir / Nuit / Fêtes O / N / N / N                                                                                | Voy. / an — | Dépôt — |
| 417   | Desserte : - Villes et lieux desservis : Angers, Les Garennes sur Loire, Brissac Loire Aubance, Blaison-Saint-Sulpice, Gennes-Val de Loire, Saumur. - Station du Tramway d'Angers et gare desservie : Gare d'Angers-Saint-Laud, Les Gares.                                                               | | | | | | | | |
| 417   | Autre : - Amplitudes horaires : La ligne circule du lundi au vendredi de 6h30 à 19h55 et le samedi de 8h45 à 19h. - Date de dernière mise à jour : 28 février 2019. | | | | | | | | |
| 417   | Dernière actualisation : — | | | | | | | | |
| 418   | Angers Gare routière et SNCF ⥋ Saint-Melaine-sur-Aubance Les Brosses Calvaire ↔ Lys-Haut-Layon Halte Routière (Vihiers) | Angers Gare routière et SNCF ⥋ Saint-Melaine-sur-Aubance Les Brosses Calvaire ↔ Lys-Haut-Layon Halte Routière (Vihiers) | Angers Gare routière et SNCF ⥋ Saint-Melaine-sur-Aubance Les Brosses Calvaire ↔ Lys-Haut-Layon Halte Routière (Vihiers) | Angers Gare routière et SNCF ⥋ Saint-Melaine-sur-Aubance Les Brosses Calvaire ↔ Lys-Haut-Layon Halte Routière (Vihiers) | Angers Gare routière et SNCF ⥋ Saint-Melaine-sur-Aubance Les Brosses Calvaire ↔ Lys-Haut-Layon Halte Routière (Vihiers) | Angers Gare routière et SNCF ⥋ Saint-Melaine-sur-Aubance Les Brosses Calvaire ↔ Lys-Haut-Layon Halte Routière (Vihiers) | Angers Gare routière et SNCF ⥋ Saint-Melaine-sur-Aubance Les Brosses Calvaire ↔ Lys-Haut-Layon Halte Routière (Vihiers) | Angers Gare routière et SNCF ⥋ Saint-Melaine-sur-Aubance Les Brosses Calvaire ↔ Lys-Haut-Layon Halte Routière (Vihiers) | Angers Gare routière et SNCF ⥋ Saint-Melaine-sur-Aubance Les Brosses Calvaire ↔ Lys-Haut-Layon Halte Routière (Vihiers) |
| 418   | Ouverture / Fermeture — / — | Longueur — | Durée 45/90 min | Nb. d’arrêts 24 | Matériel — | Jours de fonctionnement L, Ma, Me, J, V, S                                                                              | Jour / Soir / Nuit / Fêtes O / N / N / N                                                                                | Voy. / an — | Dépôt — |
| 418   | Desserte : - Villes et lieux desservis : Angers, Les Ponts-de-Cé, Saint-Melaine-sur-Aubance, Brissac Loire Aubance, Terranjou, Aubigné-sur-Layon, Montilliers, Lys-Haut-Layon. - Station du Tramway d'Angers et gare desservie : Gare d'Angers-Saint-Laud, Les Gares.                                    | | | | | | | | |
| 418   | Autre : - Amplitudes horaires : La ligne circule du lundi au vendredi de 6h25 à 19h50 et le samedi de 9h à 19h50. - Date de dernière mise à jour : 28 février 2019. | | | | | | | | |
| 418   | Dernière actualisation : — | | | | | | | | |
| 419   | Angers Gare routière et SNCF ↔ Les Ponts-de-Cé Athlétis ⥋ Bellevigne-en-Layon Machelles | Angers Gare routière et SNCF ↔ Les Ponts-de-Cé Athlétis ⥋ Bellevigne-en-Layon Machelles                                 | Angers Gare routière et SNCF ↔ Les Ponts-de-Cé Athlétis ⥋ Bellevigne-en-Layon Machelles                                 | Angers Gare routière et SNCF ↔ Les Ponts-de-Cé Athlétis ⥋ Bellevigne-en-Layon Machelles                                 | Angers Gare routière et SNCF ↔ Les Ponts-de-Cé Athlétis ⥋ Bellevigne-en-Layon Machelles                                 | Angers Gare routière et SNCF ↔ Les Ponts-de-Cé Athlétis ⥋ Bellevigne-en-Layon Machelles                                 | Angers Gare routière et SNCF ↔ Les Ponts-de-Cé Athlétis ⥋ Bellevigne-en-Layon Machelles                                 | Angers Gare routière et SNCF ↔ Les Ponts-de-Cé Athlétis ⥋ Bellevigne-en-Layon Machelles                                 | Angers Gare routière et SNCF ↔ Les Ponts-de-Cé Athlétis ⥋ Bellevigne-en-Layon Machelles                                 |
| 419   | Ouverture / Fermeture — / — | Longueur — | Durée 50/64 min | Nb. d’arrêts 19 | Matériel — | Jours de fonctionnement L, Ma, Me, J, V, S                                                                              | Jour / Soir / Nuit / Fêtes O / N / N / N                                                                                | Voy. / an — | Dépôt — |
| 419   | Desserte : - Villes et lieux desservis : Angers, Les Ponts-de-Cé, Mûrs-Erigné, Soulaines-sur-Aubance, Bellevigne-en-Layon. - Station du Tramway d'Angers et gare desservie : Gare d'Angers-Saint-Laud, Les Gares.                                                                                        | | | | | | | | |
| 419   | Autre : - Amplitudes horaires : La ligne circule du lundi au vendredi de 6h35 à 19h30 et le samedi de 13h10 à 19h30. - Date de dernière mise à jour : 28 février 2019. | | | | | | | | |
| 419   | Dernière actualisation : — | | | | | | | | |

### Lignes de 420 à 429
| Ligne | Caractéristiques | Caractéristiques | Caractéristiques | Caractéristiques | Caractéristiques | Caractéristiques | Caractéristiques | Caractéristiques | Caractéristiques |
| 420   | Angers Gare routière et SNCF ⥋ Chemillé-en-Anjou Centre (Valanjou) | Angers Gare routière et SNCF ⥋ Chemillé-en-Anjou Centre (Valanjou)                                                   | Angers Gare routière et SNCF ⥋ Chemillé-en-Anjou Centre (Valanjou)                                                   | Angers Gare routière et SNCF ⥋ Chemillé-en-Anjou Centre (Valanjou)                                                   | Angers Gare routière et SNCF ⥋ Chemillé-en-Anjou Centre (Valanjou)                                                   | Angers Gare routière et SNCF ⥋ Chemillé-en-Anjou Centre (Valanjou)                                                   | Angers Gare routière et SNCF ⥋ Chemillé-en-Anjou Centre (Valanjou)                                                   | Angers Gare routière et SNCF ⥋ Chemillé-en-Anjou Centre (Valanjou)                                                   | Angers Gare routière et SNCF ⥋ Chemillé-en-Anjou Centre (Valanjou)                                                   |
| ----- | --- | --- | --- | --- | --- | --- | --- | --- | --- |
| 420   | Ouverture / Fermeture — / — | Longueur — | Durée 47 min | Nb. d’arrêts 13 | Matériel — | Jours de fonctionnement L, Ma, Me, J, V, S                                                                           | Jour / Soir / Nuit / Fêtes O / N / N / N                                                                             | Voy. / an — | Dépôt — |
| 420   | Desserte : - Villes et lieux desservis : Angers, Les Ponts-de-Cé, Mozé-sur-Louet, Beaulieu-sur-Layon, Bellevigne-en-Layon, Chemillé-en-Anjou. - Station du Tramway d'Angers et gare desservie : Gare d'Angers-Saint-Laud, Les Gares. | | | | | | | | |
| 420   | Autre : - Amplitudes horaires : La ligne circule du lundi au vendredi de 6h45 à 19h20 et le samedi de 13h15 à 19h20. - Date de dernière mise à jour : 28 février 2019. | | | | | | | | |
| 420   | Dernière actualisation : — | | | | | | | | |
| 421   | Cholet Les Halles ↔ Cholet Gare routière ⥋ Sèvremoine Place Sainte-Marguerite ↔ Beaupréau-en-Mauges Place Leclerc | Cholet Les Halles ↔ Cholet Gare routière ⥋ Sèvremoine Place Sainte-Marguerite ↔ Beaupréau-en-Mauges Place Leclerc    | Cholet Les Halles ↔ Cholet Gare routière ⥋ Sèvremoine Place Sainte-Marguerite ↔ Beaupréau-en-Mauges Place Leclerc    | Cholet Les Halles ↔ Cholet Gare routière ⥋ Sèvremoine Place Sainte-Marguerite ↔ Beaupréau-en-Mauges Place Leclerc    | Cholet Les Halles ↔ Cholet Gare routière ⥋ Sèvremoine Place Sainte-Marguerite ↔ Beaupréau-en-Mauges Place Leclerc    | Cholet Les Halles ↔ Cholet Gare routière ⥋ Sèvremoine Place Sainte-Marguerite ↔ Beaupréau-en-Mauges Place Leclerc    | Cholet Les Halles ↔ Cholet Gare routière ⥋ Sèvremoine Place Sainte-Marguerite ↔ Beaupréau-en-Mauges Place Leclerc    | Cholet Les Halles ↔ Cholet Gare routière ⥋ Sèvremoine Place Sainte-Marguerite ↔ Beaupréau-en-Mauges Place Leclerc    | Cholet Les Halles ↔ Cholet Gare routière ⥋ Sèvremoine Place Sainte-Marguerite ↔ Beaupréau-en-Mauges Place Leclerc    |
| 421   | Ouverture / Fermeture — / — | Longueur — | Durée 33/55 min | Nb. d’arrêts 10 | Matériel — | Jours de fonctionnement L, Ma, Me, J, V, S                                                                           | Jour / Soir / Nuit / Fêtes O / N / N / N                                                                             | Voy. / an — | Dépôt — |
| 421   | Desserte : - Villes et lieux desservis : Cholet, Sèvremoine, Beaupréau-en-Mauges. - Gare desservie : Gare de Cholet. | | | | | | | | |
| 421   | Autre : - Amplitudes horaires : La ligne circule du lundi au vendredi de 6h45 à 19h45 et le samedi de 9h à 18h25. - Date de dernière mise à jour : 28 février 2019. | | | | | | | | |
| 421   | Dernière actualisation : — | | | | | | | | |
| 422   | Angers Gare routière et SNCF ⥋ Beaupréau-en-Mauges Place du 11 Novembre ↔ Sèvremoine Centre (Montigné-sur-Moine) | Angers Gare routière et SNCF ⥋ Beaupréau-en-Mauges Place du 11 Novembre ↔ Sèvremoine Centre (Montigné-sur-Moine)     | Angers Gare routière et SNCF ⥋ Beaupréau-en-Mauges Place du 11 Novembre ↔ Sèvremoine Centre (Montigné-sur-Moine)     | Angers Gare routière et SNCF ⥋ Beaupréau-en-Mauges Place du 11 Novembre ↔ Sèvremoine Centre (Montigné-sur-Moine)     | Angers Gare routière et SNCF ⥋ Beaupréau-en-Mauges Place du 11 Novembre ↔ Sèvremoine Centre (Montigné-sur-Moine)     | Angers Gare routière et SNCF ⥋ Beaupréau-en-Mauges Place du 11 Novembre ↔ Sèvremoine Centre (Montigné-sur-Moine)     | Angers Gare routière et SNCF ⥋ Beaupréau-en-Mauges Place du 11 Novembre ↔ Sèvremoine Centre (Montigné-sur-Moine)     | Angers Gare routière et SNCF ⥋ Beaupréau-en-Mauges Place du 11 Novembre ↔ Sèvremoine Centre (Montigné-sur-Moine)     | Angers Gare routière et SNCF ⥋ Beaupréau-en-Mauges Place du 11 Novembre ↔ Sèvremoine Centre (Montigné-sur-Moine)     |
| 422   | Ouverture / Fermeture — / — | Longueur — | Durée 60/124 min | Nb. d’arrêts 43 | Matériel — | Jours de fonctionnement L, Ma, Me, J, V, S                                                                           | Jour / Soir / Nuit / Fêtes O / N / N / N                                                                             | Voy. / an — | Dépôt — |
| 422   | Desserte : - Villes et lieux desservis : Angers, Saint-Jean-de-Linières, Saint-Martin-du-Fouilloux, Saint-Georges-sur-Loire, Chalonnes-sur-Loire, Mauges-sur-Loire, Montrevault-sur-Èvre, Chemillé-en-Anjou, Beaupréau-en-Mauges, Sèvremoine. - Station du Tramway d'Angers et gare desservie : Gare d'Angers-Saint-Laud, Les Gares. | | | | | | | | |
| 422   | Autre : - Amplitudes horaires : La ligne circule du lundi au vendredi de 6h10 à 20h10 et le samedi de 6h25 à 20h10. - Particularités : - A certains arrêts, la ligne peut être prolongée, sur réservation uniquement. - Certains services sont express : ils desservent seulement les principaux arrêts. - la ligne 22 du réseau Mooj, avec deux allers-retours quotidiens, permet la desserte entre les communes de Montrevault-sur-Èvre et Mauges-sur-Loire, en correspondance avec la ligne 422. - Date de dernière mise à jour : 28 février 2019. | | | | | | | | |
| 422   | Dernière actualisation : — | | | | | | | | |
| 423   | Angers Gare routière et SNCF ⥋ Rochefort-sur-Loire Place de l'Eglise ↔ Chalonnes-sur-Loire Place de l'Hôtel de Ville | Angers Gare routière et SNCF ⥋ Rochefort-sur-Loire Place de l'Eglise ↔ Chalonnes-sur-Loire Place de l'Hôtel de Ville | Angers Gare routière et SNCF ⥋ Rochefort-sur-Loire Place de l'Eglise ↔ Chalonnes-sur-Loire Place de l'Hôtel de Ville | Angers Gare routière et SNCF ⥋ Rochefort-sur-Loire Place de l'Eglise ↔ Chalonnes-sur-Loire Place de l'Hôtel de Ville | Angers Gare routière et SNCF ⥋ Rochefort-sur-Loire Place de l'Eglise ↔ Chalonnes-sur-Loire Place de l'Hôtel de Ville | Angers Gare routière et SNCF ⥋ Rochefort-sur-Loire Place de l'Eglise ↔ Chalonnes-sur-Loire Place de l'Hôtel de Ville | Angers Gare routière et SNCF ⥋ Rochefort-sur-Loire Place de l'Eglise ↔ Chalonnes-sur-Loire Place de l'Hôtel de Ville | Angers Gare routière et SNCF ⥋ Rochefort-sur-Loire Place de l'Eglise ↔ Chalonnes-sur-Loire Place de l'Hôtel de Ville | Angers Gare routière et SNCF ⥋ Rochefort-sur-Loire Place de l'Eglise ↔ Chalonnes-sur-Loire Place de l'Hôtel de Ville |
| 423   | Ouverture / Fermeture — / — | Longueur — | Durée 38/71 min | Nb. d’arrêts 22 | Matériel — | Jours de fonctionnement L, Ma, Me, J, V, S                                                                           | Jour / Soir / Nuit / Fêtes O / N / N / N                                                                             | Voy. / an — | Dépôt — |
| 423   | Desserte : - Villes et lieux desservis : Angers, Les Ponts-de-Cé, Mûrs-Erigné, Denée, Rochefort-sur-Loire, Val-du-Layon, Chaudefonds-sur-Layon, Chalonnes-sur-Loire. - Station du Tramway d'Angers et gare desservie : Gare d'Angers-Saint-Laud, Les Gares. | | | | | | | | |
| 423   | Autre : - Amplitudes horaires : La ligne circule du lundi au vendredi de 6h30 à 19h30 et le samedi de 9h20 à 19h30. - Particularités : Certains services sont express : ils desservent seulement les principaux arrêts. - Date de dernière mise à jour : 28 février 2019. | | | | | | | | |
| 423   | Dernière actualisation : — | | | | | | | | |
| 424   | Angers Gare routière et SNCF ⥋ Ingrandes-Le Fresne sur Loire La Riotière ↔ Mauges-sur-Loire Place Févrière | Angers Gare routière et SNCF ⥋ Ingrandes-Le Fresne sur Loire La Riotière ↔ Mauges-sur-Loire Place Févrière           | Angers Gare routière et SNCF ⥋ Ingrandes-Le Fresne sur Loire La Riotière ↔ Mauges-sur-Loire Place Févrière           | Angers Gare routière et SNCF ⥋ Ingrandes-Le Fresne sur Loire La Riotière ↔ Mauges-sur-Loire Place Févrière           | Angers Gare routière et SNCF ⥋ Ingrandes-Le Fresne sur Loire La Riotière ↔ Mauges-sur-Loire Place Févrière           | Angers Gare routière et SNCF ⥋ Ingrandes-Le Fresne sur Loire La Riotière ↔ Mauges-sur-Loire Place Févrière           | Angers Gare routière et SNCF ⥋ Ingrandes-Le Fresne sur Loire La Riotière ↔ Mauges-sur-Loire Place Févrière           | Angers Gare routière et SNCF ⥋ Ingrandes-Le Fresne sur Loire La Riotière ↔ Mauges-sur-Loire Place Févrière           | Angers Gare routière et SNCF ⥋ Ingrandes-Le Fresne sur Loire La Riotière ↔ Mauges-sur-Loire Place Févrière           |
| 424   | Ouverture / Fermeture — / — | Longueur — | Durée 54/65 min | Nb. d’arrêts 22 | Matériel — | Jours de fonctionnement L, Ma, Me, J, V, S                                                                           | Jour / Soir / Nuit / Fêtes O / N / N / N                                                                             | Voy. / an — | Dépôt — |
| 424   | Desserte : - Villes et lieux desservis : Angers, Saint-Léger-des-Bois, Saint-Augustin-des-Bois, Saint-Germain-des-Prés, Champtocé-sur-Loire, Ingrandes-Le Fresne sur Loire, Varades, Mauges-sur-Loire. - Station du Tramway d'Angers et gare desservie : Gare d'Ingrandes-sur-Loire, Gare d'Angers-Saint-Laud, Les Gares. | | | | | | | | |
| 424   | Autre : - Amplitudes horaires : La ligne circule du lundi au vendredi de 6h30 à 19h30 et le samedi de 9h à 19h30. - Particularités : Le jeudi, un service spécial, dénommé 424M, permet la desserte du marché d'Ancenis depuis Mauges-sur-Loire. - Date de dernière mise à jour : 28 février 2019. | | | | | | | | |
| 424   | Dernière actualisation : — | | | | | | | | |
| 425   | Angers Gare routière et SNCF ⥋ Erdre-en-Anjou Abribus (Brain-sur-Longuenée) | Angers Gare routière et SNCF ⥋ Erdre-en-Anjou Abribus (Brain-sur-Longuenée)                                          | Angers Gare routière et SNCF ⥋ Erdre-en-Anjou Abribus (Brain-sur-Longuenée)                                          | Angers Gare routière et SNCF ⥋ Erdre-en-Anjou Abribus (Brain-sur-Longuenée)                                          | Angers Gare routière et SNCF ⥋ Erdre-en-Anjou Abribus (Brain-sur-Longuenée)                                          | Angers Gare routière et SNCF ⥋ Erdre-en-Anjou Abribus (Brain-sur-Longuenée)                                          | Angers Gare routière et SNCF ⥋ Erdre-en-Anjou Abribus (Brain-sur-Longuenée)                                          | Angers Gare routière et SNCF ⥋ Erdre-en-Anjou Abribus (Brain-sur-Longuenée)                                          | Angers Gare routière et SNCF ⥋ Erdre-en-Anjou Abribus (Brain-sur-Longuenée)                                          |
| 425   | Ouverture / Fermeture — / — | Longueur — | Durée 55 min | Nb. d’arrêts 16 | Matériel — | Jours de fonctionnement L, Ma, Me, J, V, S                                                                           | Jour / Soir / Nuit / Fêtes O / N / N / N                                                                             | Voy. / an — | Dépôt — |
| 425   | Desserte : - Villes et lieux desservis : Angers, Beaucouzé, Saint-Lambert-la-Potherie, Saint-Clément-de-la-Place, Erdre-en-Anjou. - Station du Tramway d'Angers et gare desservie : Gare d'Angers-Saint-Laud, Les Gares. | | | | | | | | |
| 425   | Autre : - Amplitudes horaires : La ligne circule du lundi au vendredi de 6h30 à 18h35 et le samedi de 8h30 à 18h35. - Date de dernière mise à jour : 28 février 2019. | | | | | | | | |
| 425   | Dernière actualisation : — | | | | | | | | |
| 426   | Baugé-en-Anjou Place de l'Europe ⥋ Beaufort-en-Anjou Place de la République | Baugé-en-Anjou Place de l'Europe ⥋ Beaufort-en-Anjou Place de la République                                          | Baugé-en-Anjou Place de l'Europe ⥋ Beaufort-en-Anjou Place de la République                                          | Baugé-en-Anjou Place de l'Europe ⥋ Beaufort-en-Anjou Place de la République                                          | Baugé-en-Anjou Place de l'Europe ⥋ Beaufort-en-Anjou Place de la République                                          | Baugé-en-Anjou Place de l'Europe ⥋ Beaufort-en-Anjou Place de la République                                          | Baugé-en-Anjou Place de l'Europe ⥋ Beaufort-en-Anjou Place de la République                                          | Baugé-en-Anjou Place de l'Europe ⥋ Beaufort-en-Anjou Place de la République                                          | Baugé-en-Anjou Place de l'Europe ⥋ Beaufort-en-Anjou Place de la République                                          |
| 426   | Ouverture / Fermeture — / — | Longueur — | Durée 35 min | Nb. d’arrêts 7 | Matériel — | Jours de fonctionnement L, Ma, Me, J, V, S                                                                           | Jour / Soir / Nuit / Fêtes O / N / N / N                                                                             | Voy. / an — | Dépôt — |
| 426   | Desserte : - Villes et lieux desservis : Baugé-en-Anjou, Les Bois-d'Anjou, Beaufort-en-Anjou. | | | | | | | | |
| 426   | Autre : - Amplitudes horaires : La ligne circule du lundi au vendredi de 6h20 à 19h50 et le samedi de 12h20 à 17h35. - Particularités : Le samedi, la ligne ne circule que sur réservation. - Date de dernière mise à jour : 28 février 2019. | | | | | | | | |
| 426   | Dernière actualisation : — | | | | | | | | |

### Lignes de 430 à 439
| Ligne | Caractéristiques | Caractéristiques                                                                             | Caractéristiques                                                                             | Caractéristiques                                                                             | Caractéristiques                                                                             | Caractéristiques                                                                             | Caractéristiques                                                                             | Caractéristiques                                                                             | Caractéristiques                                                                             |
| 430   | Cholet Gare routière ⥋ Beaupréau-en-Mauges Mairie ↔ Chemillé-en-Anjou Parking - Bibliothèque                                             | Cholet Gare routière ⥋ Beaupréau-en-Mauges Mairie ↔ Chemillé-en-Anjou Parking - Bibliothèque | Cholet Gare routière ⥋ Beaupréau-en-Mauges Mairie ↔ Chemillé-en-Anjou Parking - Bibliothèque | Cholet Gare routière ⥋ Beaupréau-en-Mauges Mairie ↔ Chemillé-en-Anjou Parking - Bibliothèque | Cholet Gare routière ⥋ Beaupréau-en-Mauges Mairie ↔ Chemillé-en-Anjou Parking - Bibliothèque | Cholet Gare routière ⥋ Beaupréau-en-Mauges Mairie ↔ Chemillé-en-Anjou Parking - Bibliothèque | Cholet Gare routière ⥋ Beaupréau-en-Mauges Mairie ↔ Chemillé-en-Anjou Parking - Bibliothèque | Cholet Gare routière ⥋ Beaupréau-en-Mauges Mairie ↔ Chemillé-en-Anjou Parking - Bibliothèque | Cholet Gare routière ⥋ Beaupréau-en-Mauges Mairie ↔ Chemillé-en-Anjou Parking - Bibliothèque |
| ----- | --- | -------------------------------------------------------------------------------------------- | -------------------------------------------------------------------------------------------- | -------------------------------------------------------------------------------------------- | -------------------------------------------------------------------------------------------- | -------------------------------------------------------------------------------------------- | -------------------------------------------------------------------------------------------- | -------------------------------------------------------------------------------------------- | -------------------------------------------------------------------------------------------- |
| 430   | Ouverture / Fermeture — / — | Longueur —                                                                                   | Durée 35/65 min                                                                              | Nb. d’arrêts 14                                                                              | Matériel —                                                                                   | Jours de fonctionnement L, Ma, Me, J, V                                                      | Jour / Soir / Nuit / Fêtes O / N / N / N                                                     | Voy. / an —                                                                                  | Dépôt —                                                                                      |
| 430   | Desserte : - Villes et lieux desservis : Cholet, Beaupréau-en-Mauges, Chemillé-en-Anjou. - Gare desservie : Gare de Cholet.              |                                                                                              |                                                                                              |                                                                                              |                                                                                              |                                                                                              |                                                                                              |                                                                                              |                                                                                              |
| 430   | Autre : - Amplitudes horaires : La ligne circule du lundi au vendredi de 6h30 à 19h30. - Date de dernière mise à jour : 28 février 2019. |                                                                                              |                                                                                              |                                                                                              |                                                                                              |                                                                                              |                                                                                              |                                                                                              |                                                                                              |
| 430   | Dernière actualisation : — |                                                                                              |                                                                                              |                                                                                              |                                                                                              |                                                                                              |                                                                                              |                                                                                              |                                                                                              |
| 433   | Cholet Gare routière ⥋ Sèvremoine Lycée Champblanc ↔ Tiffauges Centre                                                                    | Cholet Gare routière ⥋ Sèvremoine Lycée Champblanc ↔ Tiffauges Centre                        | Cholet Gare routière ⥋ Sèvremoine Lycée Champblanc ↔ Tiffauges Centre                        | Cholet Gare routière ⥋ Sèvremoine Lycée Champblanc ↔ Tiffauges Centre                        | Cholet Gare routière ⥋ Sèvremoine Lycée Champblanc ↔ Tiffauges Centre                        | Cholet Gare routière ⥋ Sèvremoine Lycée Champblanc ↔ Tiffauges Centre                        | Cholet Gare routière ⥋ Sèvremoine Lycée Champblanc ↔ Tiffauges Centre                        | Cholet Gare routière ⥋ Sèvremoine Lycée Champblanc ↔ Tiffauges Centre                        | Cholet Gare routière ⥋ Sèvremoine Lycée Champblanc ↔ Tiffauges Centre                        |
| 433   | Ouverture / Fermeture — / — | Longueur —                                                                                   | Durée 25/65 min                                                                              | Nb. d’arrêts 15                                                                              | Matériel —                                                                                   | Jours de fonctionnement L, Ma, Me, J, V                                                      | Jour / Soir / Nuit / Fêtes O / N / N / N                                                     | Voy. / an —                                                                                  | Dépôt —                                                                                      |
| 433   | Desserte : - Villes et lieux desservis : Cholet, La Séguinière, La Romagne, Sèvremoine, Tiffauges. - Gare desservie : Gare de Cholet.    |                                                                                              |                                                                                              |                                                                                              |                                                                                              |                                                                                              |                                                                                              |                                                                                              |                                                                                              |
| 433   | Autre : - Amplitudes horaires : La ligne circule du lundi au vendredi de 6h40 à 19h15. - Date de dernière mise à jour : 28 février 2019. |                                                                                              |                                                                                              |                                                                                              |                                                                                              |                                                                                              |                                                                                              |                                                                                              |                                                                                              |
| 433   | Dernière actualisation : — |                                                                                              |                                                                                              |                                                                                              |                                                                                              |                                                                                              |                                                                                              |                                                                                              |                                                                                              |
| 436   | Saumur Lycée Duplessis Mornay ⥋ Noyant-Villages Avenue Lathan                                                                            | Saumur Lycée Duplessis Mornay ⥋ Noyant-Villages Avenue Lathan                                | Saumur Lycée Duplessis Mornay ⥋ Noyant-Villages Avenue Lathan                                | Saumur Lycée Duplessis Mornay ⥋ Noyant-Villages Avenue Lathan                                | Saumur Lycée Duplessis Mornay ⥋ Noyant-Villages Avenue Lathan                                | Saumur Lycée Duplessis Mornay ⥋ Noyant-Villages Avenue Lathan                                | Saumur Lycée Duplessis Mornay ⥋ Noyant-Villages Avenue Lathan                                | Saumur Lycée Duplessis Mornay ⥋ Noyant-Villages Avenue Lathan                                | Saumur Lycée Duplessis Mornay ⥋ Noyant-Villages Avenue Lathan                                |
| 436   | Ouverture / Fermeture — / — | Longueur —                                                                                   | Durée 45/70 min                                                                              | Nb. d’arrêts 10                                                                              | Matériel —                                                                                   | Jours de fonctionnement L, Ma, Me, J, V                                                      | Jour / Soir / Nuit / Fêtes O / N / N / N                                                     | Voy. / an —                                                                                  | Dépôt —                                                                                      |
| 436   | Desserte : - Villes et lieux desservis : Saumur, Vernantes, Noyant-Villages, La Pellerine.                                               |                                                                                              |                                                                                              |                                                                                              |                                                                                              |                                                                                              |                                                                                              |                                                                                              |                                                                                              |
| 436   | Autre : - Amplitudes horaires : La ligne circule du lundi au vendredi de 6h25 à 19h10. - Date de dernière mise à jour : 28 février 2019. |                                                                                              |                                                                                              |                                                                                              |                                                                                              |                                                                                              |                                                                                              |                                                                                              |                                                                                              |
| 436   | Dernière actualisation : — |                                                                                              |                                                                                              |                                                                                              |                                                                                              |                                                                                              |                                                                                              |                                                                                              |                                                                                              |

### Lignes de 440 à 449
| Ligne | Caractéristiques | Caractéristiques                                          | Caractéristiques                                          | Caractéristiques                                          | Caractéristiques                                          | Caractéristiques                                          | Caractéristiques                                          | Caractéristiques                                          | Caractéristiques                                          |
| 443   | Chalonnes-sur-Loire Gare ⥋ Montrevault-sur-Èvre Pharmacie | Chalonnes-sur-Loire Gare ⥋ Montrevault-sur-Èvre Pharmacie | Chalonnes-sur-Loire Gare ⥋ Montrevault-sur-Èvre Pharmacie | Chalonnes-sur-Loire Gare ⥋ Montrevault-sur-Èvre Pharmacie | Chalonnes-sur-Loire Gare ⥋ Montrevault-sur-Èvre Pharmacie | Chalonnes-sur-Loire Gare ⥋ Montrevault-sur-Èvre Pharmacie | Chalonnes-sur-Loire Gare ⥋ Montrevault-sur-Èvre Pharmacie | Chalonnes-sur-Loire Gare ⥋ Montrevault-sur-Èvre Pharmacie | Chalonnes-sur-Loire Gare ⥋ Montrevault-sur-Èvre Pharmacie |
| ----- | --- | --------------------------------------------------------- | --------------------------------------------------------- | --------------------------------------------------------- | --------------------------------------------------------- | --------------------------------------------------------- | --------------------------------------------------------- | --------------------------------------------------------- | --------------------------------------------------------- |
| 443   | Ouverture / Fermeture — / — | Longueur —                                                | Durée +30 min                                             | Nb. d’arrêts 9                                            | Matériel —                                                | Jours de fonctionnement L, Ma, Me, J, V                   | Jour / Soir / Nuit / Fêtes O / N / N / N                  | Voy. / an —                                               | Dépôt —                                                   |
| 443   | Desserte : - Villes et lieux desservis : Chalonnes-sur-Loire, Mauges-sur-Loire, Montrevault-sur-Èvre. - Gare desservie : Gare de Chalonnes-sur-Loire. |                                                           |                                                           |                                                           |                                                           |                                                           |                                                           |                                                           |                                                           |
| 443   | Autre : - Amplitudes horaires : La ligne circule du lundi au vendredi de 7h15 à 18h20 environ. - Particularités : La ligne ne circule que sur réservation, à la façon d'un TAD zonal : elle ne dessert pas des arrêts sur une ligne définie, mais plutôt d'une zone regroupant plusieurs communes. - Date de dernière mise à jour : 28 février 2019. |                                                           |                                                           |                                                           |                                                           |                                                           |                                                           |                                                           |                                                           |
| 443   | Dernière actualisation : — |                                                           |                                                           |                                                           |                                                           |                                                           |                                                           |                                                           |                                                           |

## Lignes régionales[2]
| Ligne | Caractéristiques | Caractéristiques                                | Caractéristiques                                | Caractéristiques                                | Caractéristiques                                | Caractéristiques                                | Caractéristiques                                | Caractéristiques                                | Caractéristiques                                |
| 7     | Nantes ⥋ Poitiers Gare SNCF | Nantes ⥋ Poitiers Gare SNCF                     | Nantes ⥋ Poitiers Gare SNCF                     | Nantes ⥋ Poitiers Gare SNCF                     | Nantes ⥋ Poitiers Gare SNCF                     | Nantes ⥋ Poitiers Gare SNCF                     | Nantes ⥋ Poitiers Gare SNCF                     | Nantes ⥋ Poitiers Gare SNCF                     | Nantes ⥋ Poitiers Gare SNCF                     |
| ----- | --- | ----------------------------------------------- | ----------------------------------------------- | ----------------------------------------------- | ----------------------------------------------- | ----------------------------------------------- | ----------------------------------------------- | ----------------------------------------------- | ----------------------------------------------- |
| 7     | Ouverture / Fermeture — / — | Longueur —                                      | Durée 200 min                                   | Nb. d’arrêts 11                                 | Matériel —                                      | Jours de fonctionnement L, Ma, Me, J, V, S, D   | Jour / Soir / Nuit / Fêtes O / N / N / O        | Voy. / an —                                     | Dépôt —                                         |
| 7     | Desserte : - Villes et lieux desservis : Nantes, Cholet, Maulévrier, Mauléon, Bressuire, Chiché, Parthenay, Vouillé, Poitiers. - Gare desservie : Gare de Nantes, Gare de Cholet, Gare de Bressuire, Gare de Parthenay, Gare de Poitiers.                                              |                                                 |                                                 |                                                 |                                                 |                                                 |                                                 |                                                 |                                                 |
| 7     | Autre : - Amplitudes horaires : La ligne circulede 8h35 à 21h25. - Date de dernière mise à jour : 2 mars 2019. |                                                 |                                                 |                                                 |                                                 |                                                 |                                                 |                                                 |                                                 |
| 7     | Dernière actualisation : — |                                                 |                                                 |                                                 |                                                 |                                                 |                                                 |                                                 |                                                 |
| 18    | Châteaubriant ⥋ Angers Gare d'Angers-Saint-Laud | Châteaubriant ⥋ Angers Gare d'Angers-Saint-Laud | Châteaubriant ⥋ Angers Gare d'Angers-Saint-Laud | Châteaubriant ⥋ Angers Gare d'Angers-Saint-Laud | Châteaubriant ⥋ Angers Gare d'Angers-Saint-Laud | Châteaubriant ⥋ Angers Gare d'Angers-Saint-Laud | Châteaubriant ⥋ Angers Gare d'Angers-Saint-Laud | Châteaubriant ⥋ Angers Gare d'Angers-Saint-Laud | Châteaubriant ⥋ Angers Gare d'Angers-Saint-Laud |
| 18    | Ouverture / Fermeture — / — | Longueur —                                      | Durée 80 min                                    | Nb. d’arrêts 4                                  | Matériel —                                      | Jours de fonctionnement L, Ma, Me, J, V, S, D   | Jour / Soir / Nuit / Fêtes O / N / N / O        | Voy. / an —                                     | Dépôt —                                         |
| 18    | Desserte : - Villes et lieux desservis : Châteaubriant, La Chapelle-Glain, Candé, Angers. - Gare desservie : Gare d'Angers-Saint-Laud. |                                                 |                                                 |                                                 |                                                 |                                                 |                                                 |                                                 |                                                 |
| 18    | Autre : - Amplitudes horaires : La ligne circule de 6h00 à 22h00. - Date de dernière mise à jour : 2 mars 2019. |                                                 |                                                 |                                                 |                                                 |                                                 |                                                 |                                                 |                                                 |
| 18    | Dernière actualisation : — |                                                 |                                                 |                                                 |                                                 |                                                 |                                                 |                                                 |                                                 |
| 26    | Le Mans Gare SNCF ⥋ Saumur Gare SNCF | Le Mans Gare SNCF ⥋ Saumur Gare SNCF            | Le Mans Gare SNCF ⥋ Saumur Gare SNCF            | Le Mans Gare SNCF ⥋ Saumur Gare SNCF            | Le Mans Gare SNCF ⥋ Saumur Gare SNCF            | Le Mans Gare SNCF ⥋ Saumur Gare SNCF            | Le Mans Gare SNCF ⥋ Saumur Gare SNCF            | Le Mans Gare SNCF ⥋ Saumur Gare SNCF            | Le Mans Gare SNCF ⥋ Saumur Gare SNCF            |
| 26    | Ouverture / Fermeture — / — | Longueur —                                      | Durée 110 min                                   | Nb. d’arrêts 20                                 | Matériel —                                      | Jours de fonctionnement L, Ma, Me, J, V, S, D   | Jour / Soir / Nuit / Fêtes O / N / N / O        | Voy. / an —                                     | Dépôt —                                         |
| 26    | Desserte : - Villes et lieux desservis : Le Mans, Arnage, Guécélard, Parigné-le-Pôlin, Cérans-Foulletourte, Oizé, La Fontaine-Saint-Martin, Saint-Jean-de-la-Motte, Clermont-Créans, La Flèche, Baugé, Longué-Jumelles, Vivy, Saumur. - Gare desservie : Gare du Mans, Gare de Saumur. |                                                 |                                                 |                                                 |                                                 |                                                 |                                                 |                                                 |                                                 |
| 26    | Autre : - Amplitudes horaires : La ligne circule de 6h00 à 22h00. - Date de dernière mise à jour : 5 mars 2019. |                                                 |                                                 |                                                 |                                                 |                                                 |                                                 |                                                 |                                                 |
| 26    | Dernière actualisation : — |                                                 |                                                 |                                                 |                                                 |                                                 |                                                 |                                                 |                                                 |

## Lignes d'autres départements des Pays de la Loire circulant en Maine-et-Loire

### Département de Mayenne[3]
| Ligne | Caractéristiques | Caractéristiques | Caractéristiques | Caractéristiques | Caractéristiques | Caractéristiques                              | Caractéristiques                         | Caractéristiques | Caractéristiques |
| 101   | Ligne 1 | Ligne 1          | Ligne 1          | Ligne 1          | Ligne 1          | Ligne 1                                       | Ligne 1                                  | Ligne 1          | Ligne 1          |
| 101   | Laval ⥋ Angers | Laval ⥋ Angers   | Laval ⥋ Angers   | Laval ⥋ Angers   | Laval ⥋ Angers   | Laval ⥋ Angers                                | Laval ⥋ Angers                           | Laval ⥋ Angers   | Laval ⥋ Angers   |
| ----- | --- | ---------------- | ---------------- | ---------------- | ---------------- | --------------------------------------------- | ---------------------------------------- | ---------------- | ---------------- |
| 101   | Ouverture / Fermeture — / — | Longueur 90 km   | Durée 145 min    | Nb. d’arrêts 36  | Matériel —       | Jours de fonctionnement L, Ma, Me, J, V, S, D | Jour / Soir / Nuit / Fêtes O / — / N / O | Voy. / an —      | Dépôt —          |
| 101   | Desserte : Angers, Grez-Neuville, Le Lion-d'Angers, Daon, Coudray, Azé, Château-Gontier, Laigné, Marigné-Peuton, Simplé, Peuton, Quelaines, Nuillé-sur-Vicoin, Laval       |                  |                  |                  |                  |                                               |                                          |                  |                  |
| 101   | Autre : - Une partie du service est à la demande - Date de dernière mise à jour : 3 mars 2019.                                                                             |                  |                  |                  |                  |                                               |                                          |                  |                  |
| 101   | Dernière actualisation : — |                  |                  |                  |                  |                                               |                                          |                  |                  |
| 118   | Ligne 18 | Ligne 18         | Ligne 18         | Ligne 18         | Ligne 18         | Ligne 18                                      | Ligne 18                                 | Ligne 18         | Ligne 18         |
| 118   | Sablé-sur-Sarthe ⥋ Segré-en-Anjou-Bleu (Segré) |                  |                  |                  |                  |                                               |                                          |                  |                  |
| 118   | Ouverture / Fermeture — / — | Longueur —       | Durée 80 min     | Nb. d’arrêts 23  | Matériel —       | Jours de fonctionnement L, Ma, Me, J, V, S, D | Jour / Soir / Nuit / Fêtes O / — / N / O | Voy. / an —      | Dépôt —          |
| 118   | Desserte : Sablé-sur-Sarthe, Bouessay, Saint-Brice, Bouère, Meslay-du-Maine, Grez-en-Bouère, Gennes-sur-Glaize, Azé, Château-Gontier, Chemazé, Segré-en-Anjou-Bleu (Segré) |                  |                  |                  |                  |                                               |                                          |                  |                  |
| 118   | Autre : - Une partie du service est à la demande - Date de dernière mise à jour : 3 mars 2019.                                                                             |                  |                  |                  |                  |                                               |                                          |                  |                  |
| 118   | Dernière actualisation : — |                  |                  |                  |                  |                                               |                                          |                  |                  |

### Département de Vendée[4]
| Ligne | Caractéristiques | Caractéristiques                                               | Caractéristiques                                               | Caractéristiques                                               | Caractéristiques                                               | Caractéristiques                                               | Caractéristiques                                               | Caractéristiques                                               | Caractéristiques                                               |
| 510   | La Roche-sur-Yon Gare routière/PEM/SNCF ⥋ Cholet Gare routière | La Roche-sur-Yon Gare routière/PEM/SNCF ⥋ Cholet Gare routière | La Roche-sur-Yon Gare routière/PEM/SNCF ⥋ Cholet Gare routière | La Roche-sur-Yon Gare routière/PEM/SNCF ⥋ Cholet Gare routière | La Roche-sur-Yon Gare routière/PEM/SNCF ⥋ Cholet Gare routière | La Roche-sur-Yon Gare routière/PEM/SNCF ⥋ Cholet Gare routière | La Roche-sur-Yon Gare routière/PEM/SNCF ⥋ Cholet Gare routière | La Roche-sur-Yon Gare routière/PEM/SNCF ⥋ Cholet Gare routière | La Roche-sur-Yon Gare routière/PEM/SNCF ⥋ Cholet Gare routière |
| ----- | --- | -------------------------------------------------------------- | -------------------------------------------------------------- | -------------------------------------------------------------- | -------------------------------------------------------------- | -------------------------------------------------------------- | -------------------------------------------------------------- | -------------------------------------------------------------- | -------------------------------------------------------------- |
| 510   | Ouverture / Fermeture — / — | Longueur —                                                     | Durée +/- 110 min                                              | Nb. d’arrêts 33                                                | Matériel —                                                     | Jours de fonctionnement L, Ma, Me, J, V, S                     | Jour / Soir / Nuit / Fêtes O / N / N / N                       | Voy. / an —                                                    | Dépôt —                                                        |
| 510   | Desserte : - Villes et lieux desservis : La Roche-sur-Yon, La Ferrière, La Merlatière, Essarts en Bocage, Sainte-Florence, Vendrennes, Les Herbiers, Chambretaud, Les Epesses (Puy du Fou) en été, La Gaubretière, La Verrie, Mortagne-sur-Sèvre, Cholet. - Gares desservies : Gare de La Roche-sur-Yon, Gare de Mortagne-sur-Sèvre, Gare routière des Herbiers, Gare routière de Cholet. |                                                                |                                                                |                                                                |                                                                |                                                                |                                                                |                                                                |                                                                |
| 510   | Autre : - Amplitudes horaires : La ligne circule du lundi au samedi de 5h30 à 20h30. - Particularités : Chaque mercredi en été, la ligne effectue un trajet direct entre la gare routière des Herbiers et le Puy du Fou. - Date de dernière mise à jour : 3 mars 2019. |                                                                |                                                                |                                                                |                                                                |                                                                |                                                                |                                                                |                                                                |
| 510   | Dernière actualisation : — |                                                                |                                                                |                                                                |                                                                |                                                                |                                                                |                                                                |                                                                |